# Długobórz Drugi (gromada)
Długobórz Drugi (przed 1961 gromada Długobórz II) – dawna gromada, czyli najmniejsza jednostka podziału terytorialnego Polskiej Rzeczypospolitej Ludowej w latach 1954–1972.
Gromady, z gromadzkimi radami narodowymi (GRN) jako organami władzy najniższego stopnia na wsi, funkcjonowały od reformy reorganizującej administrację wiejską przeprowadzonej jesienią 1954 do momentu ich zniesienia z dniem 1 stycznia 1973, tym samym wypierając organizację gminną w latach 1954–1972.
Gromadę Długobórz II z siedzibą GRN w Długoborzu II utworzono – jako jedną z 8759 gromad – w powiecie łomżyńskim w woj. białostockim, na mocy uchwały nr 18/V WRN w Białymstoku z dnia 4 października 1954. W skład jednostki weszły obszary dotychczasowych gromad Długobórz II, Długobórz I, Grzymały, Zagroby Łętownica, Czartosy, Grochy Pogorzel, Dąbki, Sasiny, Wądołki Borowe, Chorzele, Osowiec, Wądołki Bućki i Wądołki Stare ze zniesionej gminy Długobórz w tymże powiecie. Dla gromady ustalono 12 członków gromadzkiej rady narodowej.
13 listopada 1954 roku gromada weszła w skład nowo utworzonego powiatu zambrowskiego.
31 grudnia 1959 do gromady Długobórz II przyłączono wieś Nowy Borek ze znoszonej gromady Przeździecko-Mroczki.
1 stycznia 1972 do gromady Długobórz Drugi przyłączono obszar zniesionej gromady Tarnowo-Goski.
Gromada przetrwała do końca 1972 roku, czyli do kolejnej reformy gminnej.